# Magnus Marinasons ätt
Magnus Marinasons ätt, sentida benämning på medeltida södermanländsk högfrälsesläkt ibland kallad Leopard, som möjligen härstammande från kung Valdemar Birgersson, vilket antyds av stamfadern Magnus Marinason (Magnus Marinasons ätt) (nämnd 1293-1308) metronymikon kombinerat med att han i sin vapensköld för ett lejon. Den enda kända bäraren av namnet Marina i Sverige på 1200-talet var en dotter till kung Valdemar, Marina Valdemarsdotter av Sverige. 
Lejonet i vapenskölden feltolkades på 1500-talet (av Rasmus Ludvigsson) naturalistiskt som en leopard och släkten har därför tidigare kallats Leopard. Vapenskölden torde vara heraldiskt korrekt återgiven i den s.k. Bergshammarvapenboken: kluven sköld med det ena fältet i guld, vari ett rött lejon och det andra fältet i blått med en halv lilja av silver.
Åtminstone två generationer av släkten (stamfaderns son och sonson) hade Fållnäs på Södertörn som sin sätesgård. Släkten slocknade i slutet av 1430-talet.
Stamfadern Magnus Marinason (Magnus Marinasons ätt) var före 1305 gift med Kristina Birgersdotter (se Håkan Tunessons ätt). 
Barn:
1. Johan Magnusson, kanik i Uppsala, upprättade testamente 1307 i Orléans där han förmodligen avled. Förde faderns vapen.[1]
2. Nils Magnusson Domprost i Strängnäs. Förde faderns vapen.[1](nr 421)
3. Ingevald Magnusson. Kanik i Strängnäs, och efter brodern Nils död, Domprost i Strängnäs.[2] Förde först faderns vapen, senare ett annat sigill. [1] [3]
4. Finvid Magnusson. Förde faderns vapen.

Senast 1304 är Magnus omgift med Kristina, dotter till riddaren Birger Håkansson (Hjorthorn, Birger Håkanssons ätt) och Ingeborg Tunasdotter (Håkan Tunessons ätt). 
Barn:
1. Håkan Magnusson. [4]
2. Lars Magnusson. [4]
3. Dotter, gift senast 1331 med Törne Törnesson (Hjorthorn, Törne Matssons ätt). [4]
4. Dotter, gift med Nils Jonsson (Rävelstaätten). [4]

Fler kända medlemmar
- Riddaren Magnus Håkansson (Magnus Marinasons ätt)[5], tillhörde kung Erik av Pommerns unionsråd och som var död 1399. Han var gift med Margareta Lidinvardsdotter (Lidinvard Haraldssons ätt)

- Jöns Magnusson (Magnus Marinasons ätt), son till Magnus Larsson (Magnus Marinasons ätt). Nämnd levande 1390–1435, riddare senast 1396. Gift med Gesa Nilsdotter, om vilken man inte vet mer än att hon troligen var danska. Hans sätesgård var möjligen Tun, Tuns socken, Åse härad i Västergötland. Barn:

1. X Jönsdotter (Magnus Marinasons ätt), gm. Knut Jönsson (Tre Rosor)